# Drużynowe mistrzostwa Europy juniorów do lat 18 w szachach
Drużynowe mistrzostwa Europy juniorów do lat 18 w szachach – rozgrywane od 2000 r. zawody szachowe, w których udział biorą narodowe reprezentacje krajów zrzeszonych w Europejskiej Unii Szachowej, składające się z zawodników w wieku do 18 lat. Odbywają się w corocznie (z wyjątkiem roku 2005) w konkurencji juniorek i juniorów, zespoły dziewcząt liczą 2 zawodniczki, natomiast chłopców – 4 zawodników. Każda z drużyn może posiadać po jednym zawodniku rezerwowym.

## Wyniki mistrzostw

### I mistrzostwa (2000, Balatonlelle)
| Miejsce | Medaliści |
| ------- | --- |
| 1       | Ukraina · Pawło Eljanow, Ołeksandr Zubow, Zachar Jefimienko, · Ołeksandr Areszczenko, Ołeksand Kowczan                           |
| 2       | Niemcy · Ferenc Langheinrich, Andreas Schenk, Stefan Bromberger, Florian Grafl, Christian Seel                                   |
| 3       | Rumunia · Horia Geantă, Gergely-Andras-Gyula Szabo, Florian-George Sebe-Vodislav, Vlad-Cristian Jianu, Răzvan-Alex Sebe-Vodislav |

| Miejsce | Medalistki                                                          |
| ------- | ------------------------------------------------------------------- |
| 1       | Ukraina · Anastazja Karłowicz, Tatiana Kostiuk, · Katerina Rohonyan |
| 2       | Węgry · Anita Gara, Tícia Gara ·                                    |
| 3       | Mołdawia · Cristina Moszina, Elena Partac ·                         |

### II mistrzostwa (2001, Balatonlelle)
| Miejsce | Medaliści |
| ------- | --- |
| 1       | Ukraina · Nazar Firman, Zachar Jefimienko, Anton Korobow, · Ołeksandr Areszczenko                                    |
| 2       | Rumunia · Gergely-Andras-Gyula Szabo, Constantin Lupulescu, · Valentin Răceanu, Vlad-Cristian Jianu, Bogdan Vioreanu |
| 3       | Serbia i Czarnogóra · Miloš Perunović, Nikola Sedlak, Veljko Jeremić, Nikola Đukić, Marko Živanić                    |

| Miejsce | Medalistki                                             |
| ------- | ------------------------------------------------------ |
| 1       | Ukraina · Kateryna Łahno, Natalia Zdebska ·            |
| 2       | Węgry · Jelena Dembo, Anita Gara, Tícia Gara ·         |
| 3       | Niemcy · Elisabeth Pähtz, Leonie Helm, Tina Mietzner · |

### III mistrzostwa (2002, Balatonlelle)
| Miejsce | Medaliści                                                                                                  |
| ------- | --- |
| 1       | Rumunia · Constantin Lupulescu, Vlad-Cristian Jianu, Bogdan Vioreanu, Andrei Murariu, Vlad-Victor Bârnaure |
| 2       | Ukraina · Zachar Jefimienko, Anton Korobow, Dmitrij Maksimow, · Anton Sitnikow, Igor Smirnow               |
| 3       | Niemcy · Arik Braun, David Baramidze, Lorenz Drabke, Ilja Zaragazki, Hannes Rau                            |

| Miejsce | Medalistki                                                       |
| ------- | ---------------------------------------------------------------- |
| 1       | Ukraina · Anna Uszenina, Katerina Rohonyan, · Oksana Wozowik     |
| 2       | Serbia i Czarnogóra · Aleksandra Dimitrijević, Ljilja Drljević · |
| 3       | Rumunia · Alina Moțoc, Camelia Ciobanu, · Monica Mânicuţă        |

### IV mistrzostwa (2003, Balatonlelle)
| Miejsce | Medaliści                                                                                          |
| ------- | -------------------------------------------------------------------------------------------------- |
| 1       | Węgry · Ferenc Berkes, Gergely Antal, Csaba Balogh, Viktor Erdős, Tamás Mészáros                   |
| 2       | Polska · Mateusz Bartel, Radosław Wojtaszek, Grzegorz Gajewski, Bartłomiej Heberla                 |
| 3       | Rumunia · Andrei Murariu, Vlad-Victor Bârnaure, Tiberiu Mănescu, · Augustin Madan, Vladimir Doncea |

| Miejsce | Medalistki                                                                    |
| ------- | ----------------------------------------------------------------------------- |
| 1       | Rumunia · Alina Moțoc, Camelia Ciobanu, · Monica Mânicuţă                     |
| 2       | Serbia i Czarnogóra · Milena Vasić, Anđelija Stojanović, · Aleksandra Mijović |
| 3       | Ukraina · Natalia Zdebska, Anastazja Gucko ·                                  |

### V mistrzostwa (2004, Belgrad)
| Miejsce | Medaliści                                                                                              |
| ------- | --- |
| 1       | Niemcy · David Baramidze, Arik Braun, Falko Bindrich, · Maximilian Meinhardt, Ilja Brener              |
| 2       | Rumunia · Vlad-Victor Bârnaure, Andrei Murariu, Tiberiu Mănescu, · Eduard Văleanu, Lucian-Costin Miron |
| 3       | Słowenia · Jure Borišek, Tadej Sakelšek, Luka Lenič, Jure Zorko, · Jure Škoberne                       |

| Miejsce | Medalistki                                                                             |
| ------- | -------------------------------------------------------------------------------------- |
| 1       | Serbia i Czarnogóra · Aleksandra Dimitrijević, Anđelija Stojanović, Aleksandra Mijović |
| 2       | Czechy · Soňa Pertlová, Eva Kulovaná ·                                                 |
| 3       | Słowacja · Zuzana Borošová, Veronika Machalová ·                                       |

### VI mistrzostwa (2006, Balatonlelle)
| Miejsce | Medaliści                                                                                |
| ------- | ---------------------------------------------------------------------------------------- |
| 1       | Rosja · Roman Nieczepurenko, Jewgienij Lewin, Iwan Rozum, · Oleg Jaksin, Iwan Ałdochin   |
| 2       | Węgry · Krisztián Szabó, László Gonda, Dénes Boros, Tamás Bánusz, Balázs Bakos           |
| 3       | Niemcy · Arik Braun, Falko Bindrich, Sebastian Bogner, Ilja Brener, · Niclas Huschenbeth |

| Miejsce | Medalistki                                                    |
| ------- | ------------------------------------------------------------- |
| 1       | Węgry · Mária Ignácz, Zsófia Domány, Kinga Harsányi ·         |
| 2       | Rumunia · Iozefina Păuleț, Teodora Trăistaru, · Paula Crăciun |
| 3       | Słowacja · Zuzana Borošová, Erika Machalová ·                 |

### VII mistrzostwa (2007, Subotica)
| Miejsce | Medaliści                                                                                   |
| ------- | ------------------------------------------------------------------------------------------- |
| 1       | Węgry · Tamás Bánusz, Krisztián Szabó, Dávid Bérczes, · Péter Prohászka, Imre Balog         |
| 2       | Turcja · Mustafa Yılmaz, Oğulcan Kanmazalp, Mert Yılmazyerli, · Burak Fırat, Ataman Aydoğdu |
| 3       | Chorwacja · Ivan Šarić, Saša Martinović, Zvonimir Iveković, Julijan Plenča ·                |

| Miejsce | Medalistki                                                              |
| ------- | ----------------------------------------------------------------------- |
| 1       | Rumunia · Sabina-Francesca Foișor, Iozefina Păuleț, Paula-Iulia Crăciun |
| 2       | Serbia · Marija Rakić, Jovana Erić, Jovana Bojović ·                    |
| 3       | Czarnogóra · Jovana Vojinović, Jelena Nerić, Sanja Mišović ·            |

### VIII mistrzostwa (2008, Szeged)
| Miejsce | Medaliści                                                                         |
| ------- | --------------------------------------------------------------------------------- |
| 1       | Polska · Jacek Tomczak, Mateusz Bobula, Kacper Piorun, · Adrian Panocki           |
| 2       | Węgry A · Péter Prohászka, Dávid Bérczes, Tamás Fodor, Gyula Pap, · Imre Balog    |
| 3       | Węgry B · Ervin Tóth, Balázs Bakos, Olivér Mihók, Attila Gergácz, · András Csirik |

| Miejsce | Medalistki                                                      |
| ------- | --------------------------------------------------------------- |
| 1       | Polska · Klaudia Kulon, Maria Gościniak ·                       |
| 2       | Czarnogóra · Jovana Vojinović, Sanja Mišović, · Slavica Tomović |
| 3       | Węgry · Mária Ignácz, Sarolta Tóth, Rózsa Ignácz ·              |

### IX mistrzostwa (2009, Pardubice)
| Miejsce | Medaliści                                                                   |
| ------- | --------------------------------------------------------------------------- |
| 1       | Węgry · Péter Prohászka, Gyula Pap, Imre Balog, Tamás Fodor, · Olivér Mihók |
| 2       | Polska · Dariusz Świercz, Kacper Piorun, Marcel Kanarek, Kamil Klim ·       |
| 3       | Niemcy · Niclas Huschenbeth, Julian Jorczik, Patrick Zelbel, Felix Graf ·   |

| Miejsce | Medalistki                                      |
| ------- | ----------------------------------------------- |
| 1       | Polska · Katarzyna Adamowicz, Patrycja Łabędź · |
| 2       | Niemcy B · Hanna-Marie Klek, Filiz Osmanodja ·  |
| 3       | Niemcy A · Diana Hannes, Anna Endress ·         |

### X mistrzostwa (2010, Pardubice)
| Miejsce | Medaliści |
| ------- | --- |
| 1       | Polska · Marcin Sieciechowicz, Marcel Kanarek, Kamil Dragun, · Zbigniew Strzemiecki                                        |
| 2       | Rumunia · Robin-Alexandru Dragomirescu, Adrian-Marian Petrisor, Alexandru-Ovidiu Stanciu, Radu-Marian Doros, Vlad Stegariu |
| 3       | Węgry · Richárd Rapport, Péter Prohászka, Norbert Lorand, Gabor Nagy, Bence Szabó                                          |

| Miejsce | Medalistki                                       |
| ------- | ------------------------------------------------ |
| 1       | Polska · Aleksandra Lach, Katarzyna Adamowicz ·  |
| 2       | Niemcy · Anna Endress, Anja Schulz ·             |
| 3       | Czechy · Kristýna Havlíková, Karolína Olšarová · |

### XI mistrzostwa (2011, Jassy)
| Miejsce | Medaliści |
| ------- | --- |
| 1       | Polska · Marcel Kanarek, Zbigniew Strzemiecki, Daniel Sadzikowski, · Paweł Weichhold                               |
| 2       | Turcja · Burak Firat, Cemil Can Ali Marandi, Vahap Sanal, · Batuhan Dastan, Cankut Emiroglu                        |
| 3       | Rumunia · Alexandru-Ovidiu Stanciu, Radu-Marian Doros, Robert Hajbok, Vlad-Ionut Stegariu, Costin-George Malureanu |

| Miejsce | Medalistki                                         |
| ------- | -------------------------------------------------- |
| 1       | Rumunia · Irina Bulmaga, Mihaela-Veronica Foisor · |
| 2       | Węgry A · Petra Papp, Melinda Varga ·              |
| 3       | Węgry B · Klára Varga, Zsuzsanna Kabai ·           |

### XII mistrzostwa (2012, Pardubice)
| Miejsce | Medaliści                                                                                |
| ------- | ---------------------------------------------------------------------------------------- |
| 1       | Polska · Kamil Dragun, Daniel Sadzikowski, · Marcin Krzyżanowski, Kacper Drozdowski      |
| 2       | Węgry · Gabor Nagy, Mate Bagi, Csaba Tesik, · Gergely Kantor, Benjamin Gledura           |
| 3       | Niemcy · Jens Kotainy, Jan-Christian Schröder, · Maximilian Berchtenbreiter, Mark Kvetny |

| Miejsce | Medalistki                                                        |
| ------- | ----------------------------------------------------------------- |
| 1       | Rosja · Aleksandra Goriaczkina, Marina Barajewa, · Irina Barajewa |
| 2       | Polska · Aleksandra Lach, Klaudia Wiśniowska ·                    |
| 3       | Węgry · Zsuzsanna Kabai, Barbara Juhasz ·                         |

### XIII mistrzostwa (2013, Maribor)
| Miejsce | Medaliści                                                                         |
| ------- | --------------------------------------------------------------------------------- |
| 1       | Polska · Kamil Dragun, Jan-Krzysztof Duda, · Kacper Drozdowski, Łukasz Licznerski |
| 2       | Szwajcaria · Nico Georgiadis, Noel Studer, · Lars Rindlisbacher, Patrik Grandadam |
| 3       | Czechy · Tadeas Kriebel, Tomas Kraus, · Tadeas Balacek, Stepan Seidl              |

| Miejsce | Medalistki                                 |
| ------- | ------------------------------------------ |
| 1       | Węgry · Melinda Varga, · Barbara Juhasz    |
| 2       | Polska · Anna Iwanow, · Maria Leks         |
| 3       | Słowenia · Caterina Leonardi, · Teja Vidic |

### XIV mistrzostwa (2014, Jassy)
| Miejsce | Medaliści                                                                                               |
| ------- | --- |
| 1       | Turcja · Vahap Şanal, Muhammed Batuhan Daştan, · Cemil Can Ali Marandi, Volkan Sevgi, Nezihe Ezgi Menzi |
| 2       | Polska · Kacper Drozdowski, Grzegorz Nasuta, · Radosław Gajek, Łukasz Jarmuła                           |
| 3       | Mołdawia · Liviu Cerbulenco, Valerii Iovcov, · Oleg Gorbanovsky, Nichita Morozov                        |

| Miejsce | Medalistki                                                                      |
| ------- | ------------------------------------------------------------------------------- |
| 1       | Słowenia · Laura Unuk, · Ivana Hreščak                                          |
| 2       | Rumunia · Daria-Ioana Visanescu, Andreea-Marioara Cosman, Diana-Elena Cusmuliuc |
| 3       | Polska · Mariola Woźniak, · Angelika Dziodzio                                   |